# Орденсбург
Орденсбурги эпохи Национал-Социализма (Также СС-Орденсбург, нем. SS-Ordensburg  или NS-Ordensburg) — один из видов архитектуры Нацистской Германии

## История

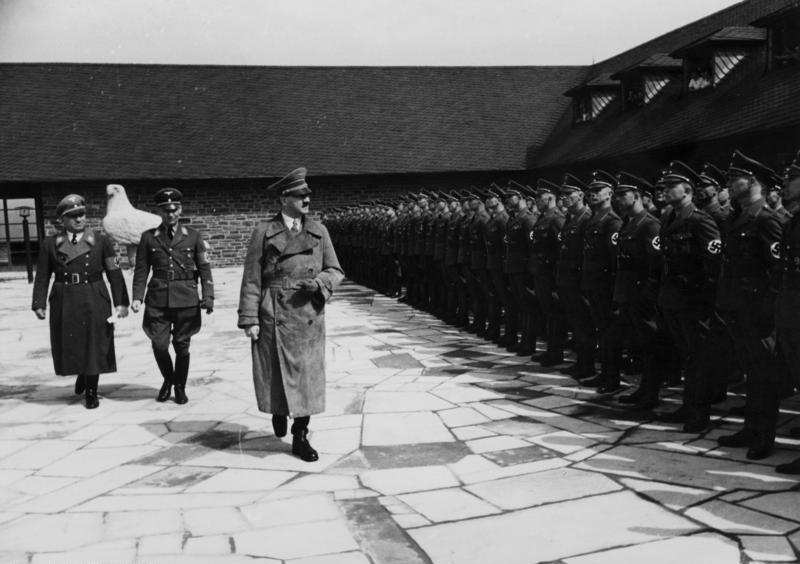
Адольф Гитлер на собрании руководителей округов в Орденсбурге СС "Фогельзанг", 1937 год

Орденсбурги(изначально Schulungsburgen) создавались (на базе немецких замков/крепостей Тевтонского Ордена с таким же названием) для обучения элитный военных эшелонов нацистской Германии. Учащиеся отбирались по строгим критериям.
- Возраст от 25 до 30
- Член НСДАП(или партийной организации по типу СА, СС, Гитлерюгенда)
- Идеальные физически и расово

В рамках реформ НСДАП, были созданы специальные школы для детей важных нацистских руководителей. «Школы Адольфа Гитлера» были созданы для начальных классов, а Орденсбурги были созданы для учащихся послесредних школ. Эти школы должны были выпускать будущих лидеров партийной элиты, обученных как техническим предметам, так и нацистской идеологии и расовой теории. Они были предназначены для учащихся, которые закончили "Школы Адольфа Гитлера", прошли шесть месяцев обязательной трудовой службы, два года в армии и уже выбрали свою профессию.
Поскольку ученики были настолько изолированы, а их образование было настолько специализированным, их часто воспринимали как высокомерных, хотя они и не знали практических ценностей. Многие высокопоставленные нацистские чиновники предпочитали не отправлять своих детей в эти школы. Даже Мартин Борман отправил только одного из своих самых проблемных сыновей в "Школу Адольфа Гитлера" в качестве наказания.
Сами школы, как правило, представляли собой суровые, современные здания с обширными возможностями. Например, в Фогельзанге, как сообщается, находился крупнейший в мире в то время спортзал. Каждый ученик должен был посещать все четыре учреждения по очереди, заканчивая обучением на историческом месте средневекового Мариенбурга , включавшем боевые учения.

## Созданные Орденсбурги
Были созданы три учреждения для обучения политических лидеров и их образовательных направлений:

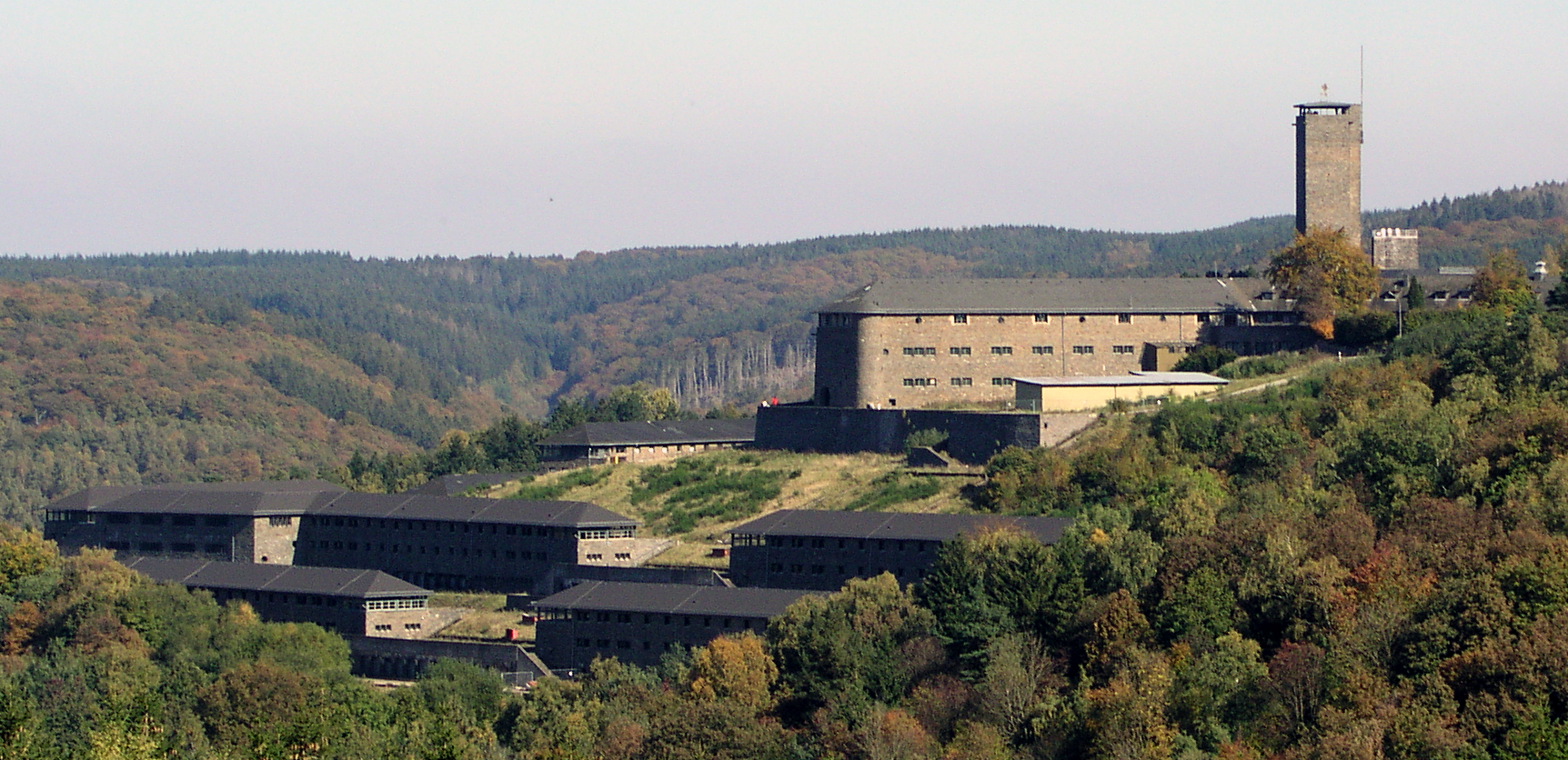
Орденсбург СС "Фогельзанг"

- Орденсбург «Фогельзанг" в Северном Рейне-Вестфалии(1936)

фокус: "расовая философия нового порядка"
- Орденсбург "Зонтхофен" в Баварии(1934)

фокус: административные и военные задачи и дипломатия . (Сейчас используется немецким Бундесвером)
- Орденсбург "Крёссинзее" в Померании(1939)

фокус: развитие характера

## Планируемые Орденсбурги
Согласно модели обучения, студенты должны были провести один год в каждом замке, чтобы ознакомиться с каждым образовательным направлением. Четвертый и последний Орденсбург , запланированный на месте исторического замка Мариенбург в Западной Пруссии, планировался быть построенным к концу Войны. Так и не был построен.

## Орденсбурги в культуре
Орденсбург можно увидеть в фильмах про альтернативный мир, где Германия победила в Второй Мировой Войне, либо в художественных фильмах, где нацисткие военные академии, являются алюзией на Орденсбурги.
Также про Орденсбурги упоминаются в книгах о Третьем Рейхе(о жизни в нём) или о Альтернативном Мире, где установился Новый Мировой Порядок.